# Territorium
Territorium ist ein Lehnwort und bezeichnet in der lateinischen Sprache – abgeleitet von lateinisch terra – die Erde, den Erdboden, eine Landfläche oder ein Gebiet. Der Begriff wird mit unterschiedlicher Bedeutung in der Politischen Geographie, u. a. im Zusammenhang mit der geopolitischen Untergliederung einiger Staaten oder zur Bezeichnung bestimmter ehemaliger Kolonialgebiete verwendet.

## Anwendungsbereiche
In der Politischen Geographie ist ein Territorium, der von einer Person, Gruppe oder Organisation (z. B. Staat) erfolgreich angeeignete und durch Machtausübung kontrollierte Raum. Als Konsequenz von Territorialität sind diese Räume immer begrenzt. In diesem Sinne werden die Begriffe Hoheitsgebiet oder Staatsgebiet synonym verwendet.
Darüber hinaus wird der Begriff im Zusammenhang mit geopolitischen Untergliederung einiger Staaten verwendet – z. B. USA, Kanada, Australien. In diesem Kontext sind Territorien Gebiete, die direkt der Staatsgewalt unterstellt sind und die keinen Status als Gliedstaat mit eigener beschränkter Souveränität besitzen – z. B. Washington, D.C. Oftmals haben solche Territorien völkerrechtliche Bedeutung als autonome Gebiete indigener Bevölkerungsgruppen – z. B. Nunavut.
Der Begriff wird auch zur Bezeichnung ehemaliger Kolonialgebiete mit einem gewissen Grad an Autonomie, aber eingeschränkter politischer und wirtschaftlicher Macht verwendet, die von einem externen Staat regiert werden – z. B. Grönland.
In der Biologie wird der Begriff Territorium synonym zum Begriff Revier verwendet und bezeichnet den Lebensraum eines Tieres oder einer Tiergruppe, der gegen Eindringlinge und Konkurrenten verteidigt wird.
Metaphorisch wird der Begriff auch als Eigentumskennzeichnung verwendet – z. B. als gedankliches Territorium. Er bezeichnet, in diesem Fall etwas, über das selbst verfügt werden kann.

## Bedeutungsentwicklung
Im Frühmittelalter kommen vor allem folgende Bedeutungen vor:
- Gebiet einer Civitas
- Diözese
- Gau
- Gerichtsbezirk
- weltlicher Herrschaftsbereich eines Bischofs
- kultiviertes Land
- Gutshof

Im hohen Mittelalter wird die Herrschaft über ein Territorium zum entscheidenden Kriterium der Staatlichkeit; im Prozess der Territorialisierung entwickelt sich daraus der Territorialstaat.
Seit dem 16. Jahrhundert aus dem Lateinischen entlehnt, wurde das Wort seitdem auf immer mehr Bereiche der Erdoberfläche angewandt, die durch Grenzen eingefasst sind und auf die ein Herrschaftsanspruch oder Gebietsanspruch erhoben wird.
Im 19. Jahrhundert wird bereits die besondere Bedeutung als Staatsgebiet hervorgehoben. Daneben soll der Begriff Grund und Boden und das Gebiet eines Gutes bezeichnen.